# Кошка (приток Пшиша)
Кошка — река в России, течёт по территории Апшеронского и Белореченского районов Краснодарского края. Начинается в одноимённой балке к востоку от станицы Тверская. Устье реки находится в 82 км по правому берегу реки Пшиш. Длина реки — 35 км. Площадь водосборного бассейна — 61,9 км².

## Данные водного реестра
По данным государственного водного реестра России относится к Кубанскому бассейновому округу, водохозяйственный участок реки — Пшиш. Речной бассейн реки — Кубань.
Код объекта в государственном водном реестре — 06020001212108100005256.